# NHK教育頻道

NHK教育頻道舊台標，於2011年4月至2020年3月間使用

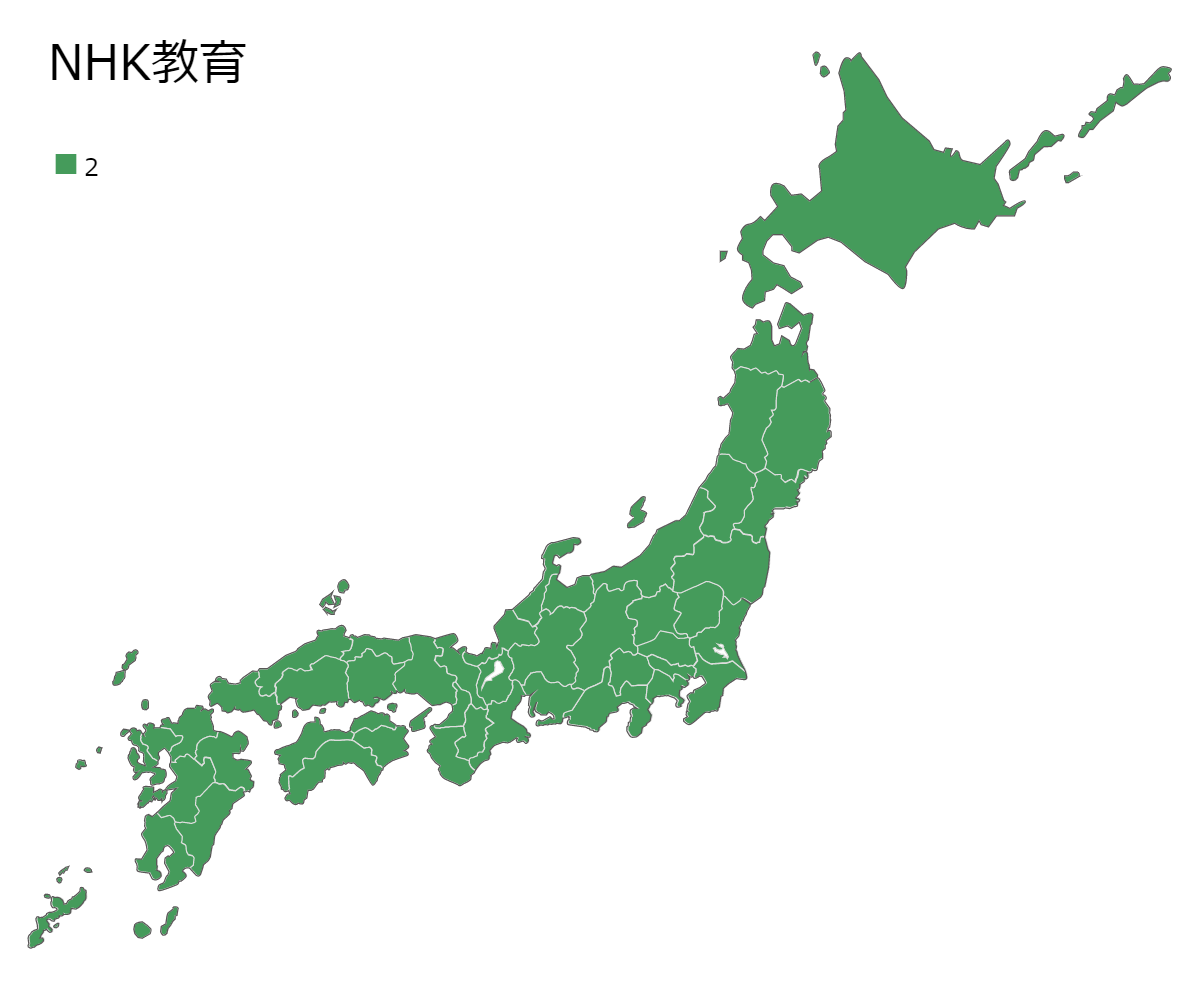
NHK教育頻道在日本全國的遙控器號碼都是2頻道

NHK教育頻道（日语：／ Enu eichi kei Kyōiku  terebishon */?），又譯為NHK教育電視台、NHK教育台，為日本放送協會（NHK）的無線電視頻道之一，通称「ETV」（台標顯示為“NHK E”）。開播於1959年1月10日，為日本最早的教育專門電視頻道，以及世界上最早的教育电视频道。絕大部分節目均由位於東京澀谷的NHK广播电视中心負責製播，再透過NHK在日本各地的放送局向全國播出。身為NHK的一份子，以NHK教育頻道為中心，除了每年製作超過1萬部節目之外，還有節目相關映像軟體及活動企劃製作、拓展角色人物等，進行多元化的事業發展。NHK教育在日本全國的頻道號碼均是2頻道。
春夏的甲子園（春季的選拔高等學校棒球大會及夏季的全國高等學校棒球錦標賽）一般也在NHK教育台播出。而NHK教育頻道迄今最高的收視率記錄（29.4%）也是在1979年8月16日的夏季甲子園轉播「箕島対星稜」時創造。

## 概要
自1959年開播以來，以「廣泛且多樣化的教育內容節目製作」為目標，在兒童、教育、美術、教養、語言學習、興趣、實用、科學、健康等領域中，以擁有高水準專業性的製作集團。自2000年開始實行24小時播出，但自2006年4月3日起，受到一連串醜聞導致收視費減少的影響，停止24小時播出。
2009年4月6日，NHK教育頻道3（NHK Eテレ3）開播。
目前此頻道將訊號分割為二，分別是數位教育1台（デジタルEテレ1）及數位教育3台（デジタルEテレ3），當兩台播放不同節目時，採一般標準畫質放送，觀眾需擁有高清晰度电视，才可收看數位教育1台和數位教育3台。一般情况下，教育1台和教育3台播放不同節目的時間是每周一至周五的下午2時至3時，但如果當NHK綜合頻道要臨時播放新聞節目時，綜合頻道原定的節目會改在教育1台播放，而教育3台則會維持播放原定播放的內容。

## 開播日期
| 播放地 | 類比播放       | 數位播放      |
| ------ | -------------- | ------------- |
| 東京   | 1959年1月10日  | 2003年12月1日 |
| 大阪   | 1959年4月1日   | 2003年12月1日 |
| 函館   | 1960年8月1日   | 2007年10月1日 |
| 室蘭   | 1960年9月1日   | 2007年10月1日 |
| 旭川   | 1960年11月1日  | 2007年10月1日 |
| 福島   | 1960年11月1日  | 2005年12月1日 |
| 仙台   | 1960年12月1日  | 2005年12月1日 |
| 盛岡   | 1960年12月23日 | 2005年12月1日 |
| 廣島   | 1961年1月8日   | 2006年10月1日 |
| 富山   | 1961年4月1日   | 2004年10月1日 |
| 高知   | 1961年8月1日   | 2006年10月1日 |
| 青森   | 1961年10月7日  | 2005年12月1日 |
| 靜岡   | 1962年1月8日   | 2005年6月1日  |
| 北九州 | 1962年1月8日   | 2006年10月1日 |
| 釧路   | 1962年2月1日   | 2007年10月1日 |
| 名古屋 | 1962年3月27日  | 2003年12月1日 |
| 金澤   | 1962年4月1日   | 2006年7月1日  |
| 鹿兒島 | 1962年4月8日   | 2006年12月1日 |
| 札幌   | 1962年6月1日   | 2006年6月1日  |
| 松山   | 1962年6月1日   | 2006年10月1日 |
| 山口   | 1962年9月1日   | 2006年10月1日 |
| 福岡   | 1962年9月1日   | 2006年4月1日  |
| 帶廣   | 1962年10月1日  | 2007年10月1日 |
| 秋田   | 1962年10月13日 | 2005年12月1日 |
| 山形   | 1962年11月1日  | 2005年12月1日 |
| 新潟   | 1962年11月1日  | 2006年4月1日  |
| 長野   | 1962年11月1日  | 2006年4月1日  |

| 播放地 | 類比播放                                                                     | 數位播放                                                                     |
| ------ | ---------------------------------------------------------------------------- | ---------------------------------------------------------------------------- |
| 福井   | 1962年11月1日                                                                | 2006年5月1日                                                                 |
| 大分   | 1962年12月1日                                                                | 2006年12月1日                                                                |
| 松江   | 1962年12月28日                                                               | 2006年10月1日                                                                |
| 鳥取   | 1962年12月28日                                                               | 2006年10月1日                                                                |
| 熊本   | 1963年2月14日                                                                | 2006年12月1日                                                                |
| 岡山   | 1963年6月29日                                                                | 2006年12月1日                                                                |
| 北見   | 1963年12月1日                                                                | 2007年10月1日                                                                |
| 甲府   | 1963年12月1日                                                                | 2006年4月1日                                                                 |
| 宮崎   | 1963年12月1日                                                                | 2006年12月1日                                                                |
| 長崎   | 1963年12月1日                                                                | 2006年12月1日                                                                |
| 德島   | 1968年2月20日                                                                | 2006年10月1日                                                                |
| 佐賀   | 1969年3月15日                                                                | 2006年12月1日                                                                |
| 高松   | 1969年3月22日                                                                | 2006年12月1日                                                                |
| 沖繩   | 1972年5月15日                                                                | 2006年4月1日                                                                 |
| 京都   | 山科區：2009年3月1日（數位） 京都市、向日市、長岡京市：2010年7月24日（數位） | 山科區：2009年3月1日（數位） 京都市、向日市、長岡京市：2010年7月24日（數位） |
| 水戶   | 規劃中                                                                       | 規劃中                                                                       |
| 宇都宮 | 規劃中                                                                       | 規劃中                                                                       |
| 前橋   | 規劃中                                                                       | 規劃中                                                                       |
| 埼玉   | 規劃中                                                                       | 規劃中                                                                       |
| 千葉   | 規劃中                                                                       | 規劃中                                                                       |
| 橫濱   | 規劃中                                                                       | 規劃中                                                                       |
| 岐阜   | 規劃中                                                                       | 規劃中                                                                       |
| 津     | 規劃中                                                                       | 規劃中                                                                       |
| 大津   | 規劃中                                                                       | 規劃中                                                                       |
| 神戶   | 規劃中                                                                       | 規劃中                                                                       |
| 奈良   | 規劃中                                                                       | 規劃中                                                                       |
| 和歌山 | 規劃中                                                                       | 規劃中                                                                       |

## 外部連結
- NHK教育頻道 （页面存档备份，存于）